# Penta (Lautsprecher)
Penta ist eine Markenbezeichnung von Lautsprechern des dänischen Herstellers Bang & Olufsen. Sie wurden von 1986 bis 2000 gebaut. Die von den Designern Lone und Gideon Lindinger-Loewy gestalteten Lautsprecher gelten als eines der am meisten verkauften Produkte des Herstellers. Der Penta-Lautsprecher ist nicht nur einer der bekanntesten Säulenlautsprecher, er ist auch einer der ersten erfolgreichen Aktivlautsprecher im Heimbereich. Die Aktivversion trägt die Bezeichnung Beolab Penta, die Passivversion den Namen Beovox Penta. Die Bezeichnung Penta bezieht sich auf die fünfeckige Gehäuseform. Sie gelten als Klassiker des skandinavischen Designs.

## Geschichte und Konstruktion
1983 begann man bei B&O mit der Konstruktion der Penta-Lautsprecher. Ab 1986 gelangten sie in den Handel. Die Lautsprecher verfolgten einige neue Ansätze. Zum einen hatte sich herausgestellt, dass vertikal angeordnete Lautsprecher ein besseres Klangbild als horizontal angeordnete Lautsprecher haben. Weiter wurde ein Verstärker in der aktiven Version in den Fuß des Lautsprechers eingebaut. Auf einem in dem Säulenlautsprecher integrierten LED-Bildschirm konnte die Quelle des Materials und die Lautstärke abgelesen werden. Der Lautsprecher war zum Zeitpunkt seines Erscheinens hoch innovativ und stellte einen klaren Bruch mit den klassischen viereckigen Lautsprecherboxen aus Holz dar.
Das Gehäuse der Penta-Lautsprecher ist fünfeckig und aus dem Kunststoff Resin (Novodur) der Firma Bayer hergestellt. Verbaut wurden 4 Tiefmitteltöner, 4 Mitteltöner und ein Hochtöner. Konstruktiv handelt es sich um einen 3,5-Wege-Bassreflexlautsprecher. Anhand von Schaltern konnte die Aktivversion an die Gegebenheiten des Raumes angepasst werden. Vom dänischen Staat geförderte akustische Forschungsergebnisse wurden in die Abstimmung der Klangcharakteristik einbezogen. Die Abstimmung stellt eine Mischung aus dem Frequenzgang auf Achse und der sogenannten Energie Wiedergabe (power response), einer Mischung aus diversen Frequenzgängen, dar. Die Wichtigkeit dieser Wiedergabedarstellung war im Vorfeld in Studien von Erik Rørbaek Madsen und Henrik Staffeldt nachgewiesen und gilt in normalen Wohnräumen dem üblichen Frequenzgang auf Achse als überlegen.

## Quelle und Literatur
- The danish loudspeaker 100 year anniversary, S. 50,
- Bang & Olufsen, Nick und Tim Jarman, IBAN 978-1-84797-068-8